# Cúp bóng đá Mông Cổ
Cúp bóng đá Mông Cổ là giải đấu loại trực tiếp cao nhất của bóng đá Mông Cổ.

## Danh sách trận chung kết
Danh sách này không đầy đủ, bạn cũng có thể giúp mở rộng danh sách.
- 1996: Erchim
- 1997: Erchim
- 1998: Erchim
- 1999: Erchim
- 2000: Erchim
- 2011: Erchim
- 2012: Erchim 1-1 Khasiin Khulguud [aet, 5-4 pen][1]
- 2013: Dornod Province[2]
- 2014: Darkhan-Uul Province 3-0 Khovd Province[2]
- 2015: Erchim 4-0 (aet) FC Ulaanbaatar[3]